# Osiedla i dawne miejscowości w Mińsku Mazowieckim
Osiedla i dawne miejscowości w Mińsku Mazowieckim.
Żadna część miasta nie posiada osobowości prawnej i nie jest umieszczana na mapie wydawanej cyklicznie przez Urząd Miasta, jednak według rejestru TERYT, w którym wymienione są wszystkie urzędowo ustalone nazwy miejscowości i ich części, w Mińsku Mazowieckim istnieje 5 nazwanych części: Anielina, Florencja, Kędzierak, Kędzierak Mały oraz Nowe Miasto

Pierwotna lokalizacja, dawne miejscowości oraz osiedle Nowe Miasto zaznaczone na mapie konturowej miasta.

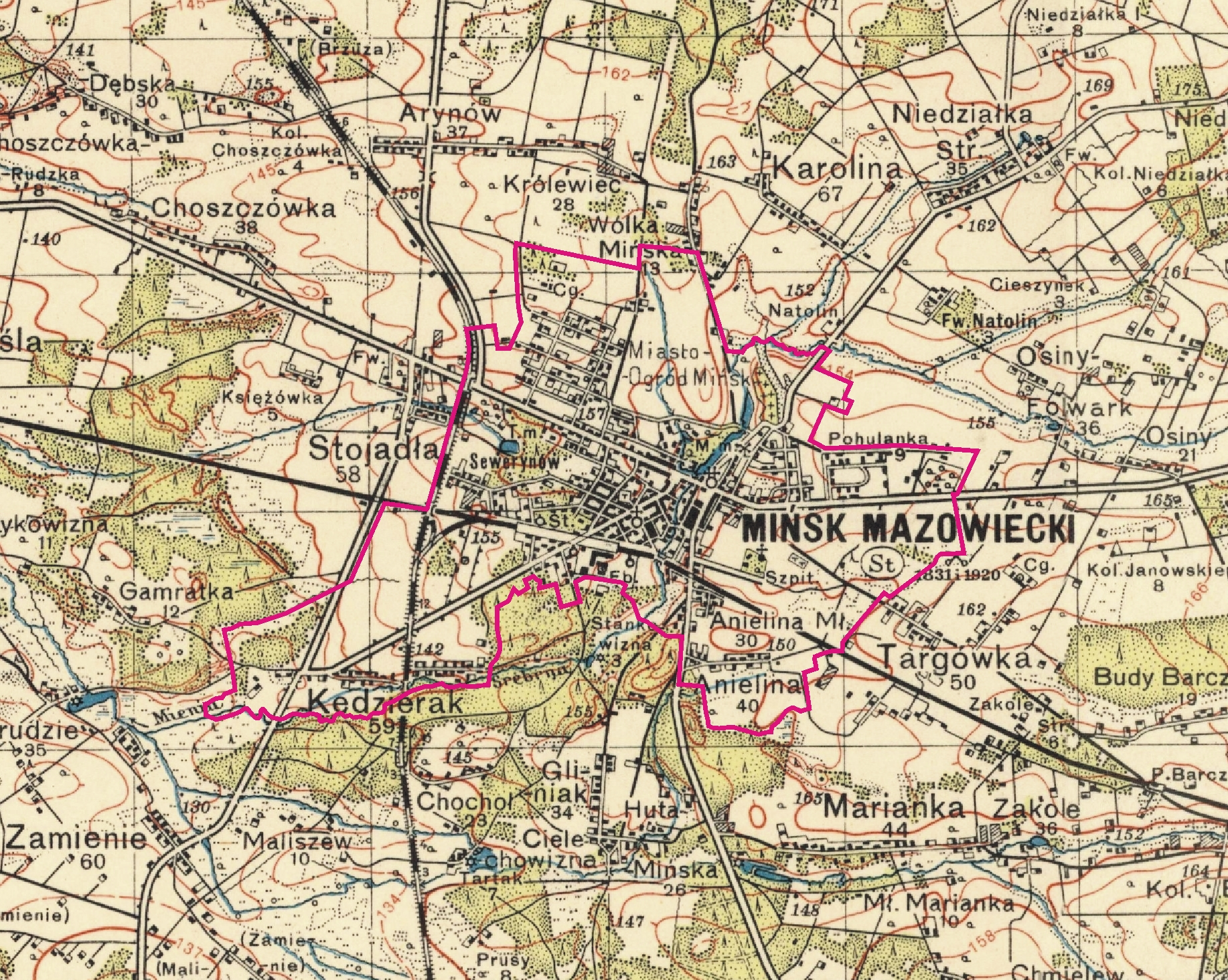
Mińsk Mazowiecki na mapie topograficznej z 1937 (z zaznaczonymi współczesnymi granicami miasta)

## Dwa miasta
Od 1549 roku, obok Mińska (istniejącego od XIV wieku) rozwijało się miasto Sendomierz. Zostało wchłonięte w 1695.

## Nowe Miasto
Nowe Miasto (pierwotnie Miasto-Ogród Mińsk) – dzielnica powstała w 1936, obecnie północno-zachodnia część miasta.
W tym momencie Mińsk składał się (z niewielkimi dodatkami, np. stacją kolejową, fabryką maszyn, koszarami) ze Starego Miasta (czyli dwóch miast z I Rzeczypospolitej) i Nowego Miasta.

## Za torami

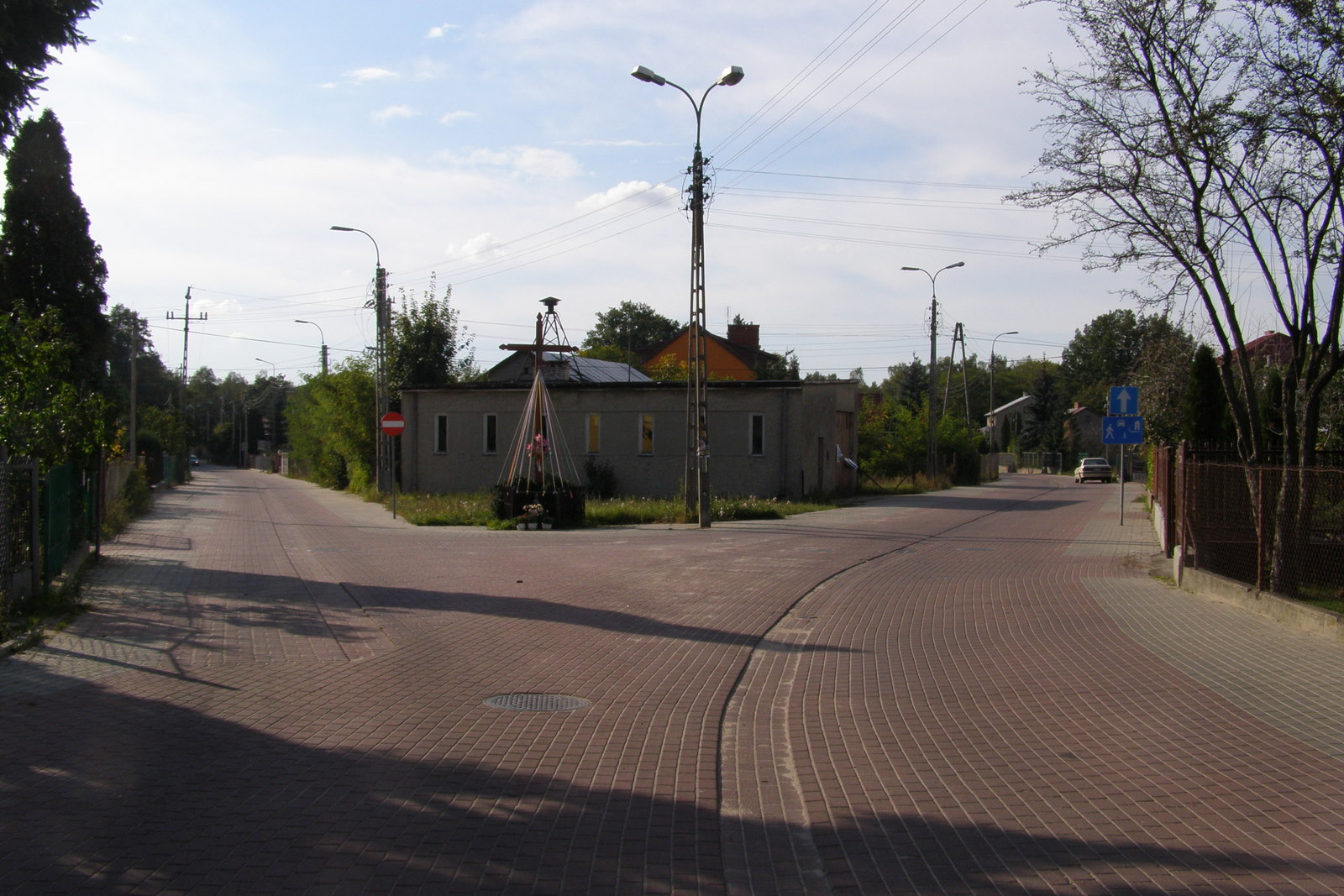
Anielina

- Kędzierak (później Kędzierak Duży i Kędzierak Mały) – wieś istniejąca co najmniej od 1839[5], przyłączony do miasta w latach 1954–1984, południowo-zachodnia jego część
- Stankowizna[6] – osada istniejąca co najmniej od 1839[5], trochę na południe od obecnej stacji kolejowej, dokładnie: ul. Stankowizna

Z terenów wokół Stankowizny i niedaleko Kędzieraku Małego rozwinęła się dzielnica willowa, a następnie willowo-przemysłowa, której część obecnie przekształca się w blokowisko. Mimo to obie wsie zachowały swój kształt.
- Anielina / Anielin (później Anielina Duża i Anielina Mała) – wieś istniejąca co najmniej od 1839[5], południowo-wschodnia część obecnego Mińska

Również zachowała swój pierwotny kształt, mimo że między nią a Kolonią Stasinów rozwinął się wielki zespół mieszkaniowy.

## Inne

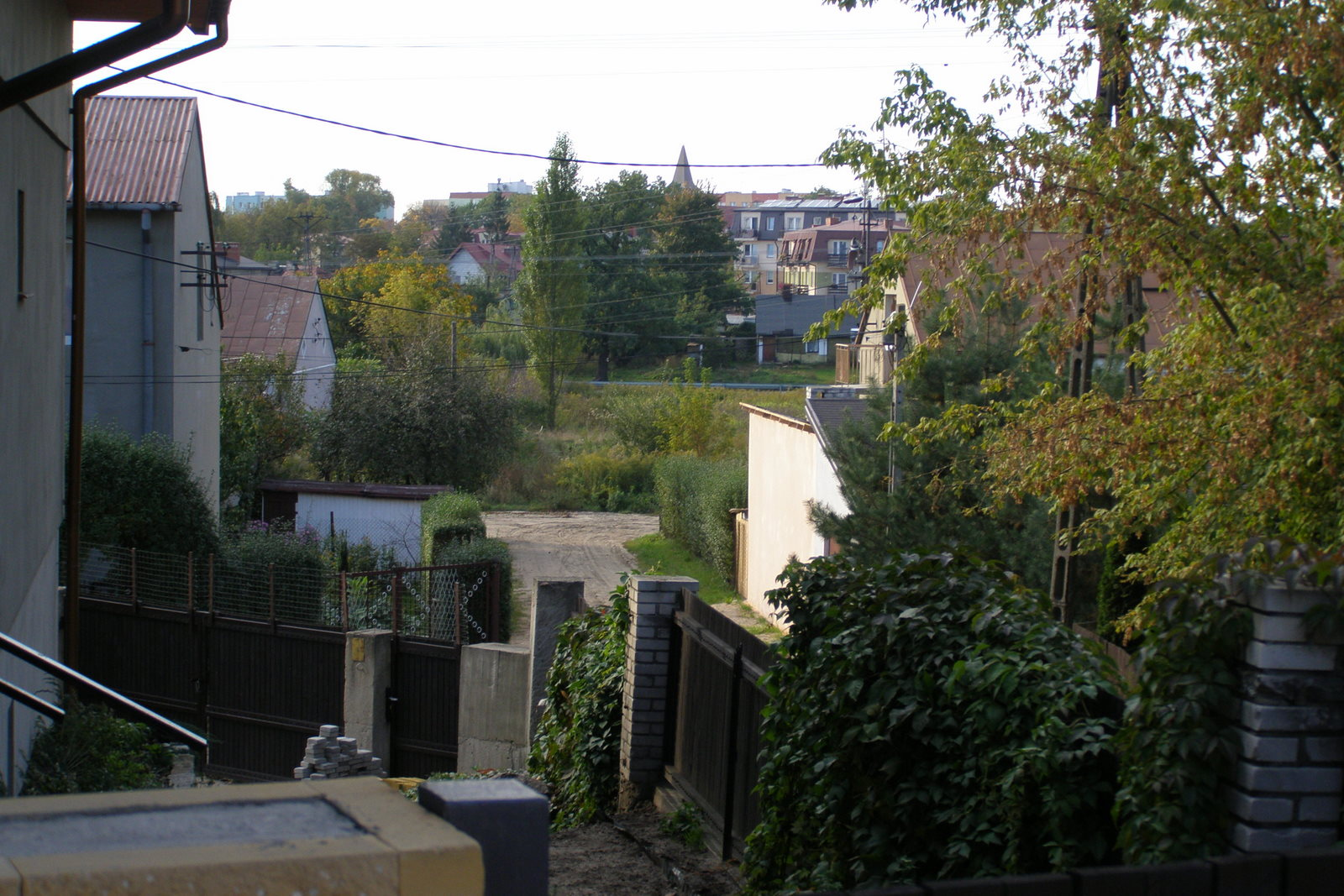
Górki

- Górki – już w średniowieczu rynek pomocniczy dla rynku w Mińsku, wchłonięte w XVIII wieku[10]. Obecnie Plac Lotników (wcześniej Wolności) i ul. Górki.
- Goździk – wieś przyłączona podczas I wojny światowej[3], obecnie ulica Kościuszki[11]
- Kolonia Stasinów, w latach 1873–1882 majątek M. E. Andriollego, włączona do miasta w 1936[3]
- Pohulanka[12][13] – częściowo w obrębie Mińska (jednostka wojskowa), a częściowo w innej miejscowości. Pohulanka była majątkiem rodu Ciecierskich, który został podzielony w 1928 na cztery części zwane Pohulanka A, Pohulanka B, Pohulanka C i Pohulanka D[14]. W 1936 Pohulanki C i D zostały włączone do Mińska Mazowieckiego[3]
- Sewerynów[12]. W jego okolicy w 1984 utworzono drugą parafię rzymskokatolicką. W spisie TERYT odpowiednikiem tej wsi jest Florencja.
- Piaski – tereny między Sendomierzem i Górkami[15]. Nieznany status ani data przyłączenia.

## Dalsza lektura
- 585 lat Mińska Mazowieckiego, Janusz Kuligowski (red.), Mińsk Mazowiecki: Towarzystwo Przyjaciół Mińska Mazowieckiego, 2006, ISBN 83-906936-7-4, OCLC 749805965. Brak numerów stron w książce